# Província de Denizli
Denizli és una província de Turquia a la Regió de l'Egeu, en una zona alta damunt la costa de la mar Egea. Les seves províncies veïnes són Uşak al nord, Burdur, Isparta, Afyon a l'est, Aydin, Manisa a l'oest i Muğla al sud. Ocupa una extensió d'11,868 km²;, i la seva població és de 926,362 habitants. La població era de 750,882 persones el 1990. La capital provincial és la ciutat de Denizli.

## Districtes
La província de Denizli es divideix en 19 districtes (el districte de la capital apareix en negreta):
| - Acıpayam - Akköy - Babadağ - Baklan - Bekilli - Beyağaç - Bozkurt - Buldan - Çal - Çameli | - Çardak - Çivril - Denizli - Güney - Honaz - Kale - Sarayköy - Serinhisar - Tavas |

## Geografia
Aproximadament un 28-30% del terreny és pla, un 25% és altiplà, i un 47% és muntanyós. Amb 2.571 m, el Mont Honaz és el punt més alt de la província i, de fet, de tota Anatòlia Occidental. Babadag en la serralada de Mentes, té una alçada de 2.308 metres. El llac més gran de Denizli és l'Acıgöl, que significa llac amarg, donat que, en efecte, s'hi extreuen sals industrials de sulfat de sodi, per la qual cosa és altament alcalí. Hi ha una font d'aigües termals a l'oest de Sarayköy, en la font del riu Büyük Menderes, que conté hidrogencarbonats i sulfats. Hi ha una altra font termal a Kizildere que arriba a 200˚C.
A la regió es va trobar una font de vapor geotèrmica el 1965, durant uns treballs de perforació. Actualment hi ha una central elèctrica que produeix electricitat del vapor geotèrmic. Només un 11% de la font d'energia geotèrmica es fa servir per produir electricitat i el 89% restant, que flueix al Büyük Menderes, surt del brollador a 150 ˚C (una energia equivalent a unes 35.000-40.000 tones de fuel-oil).

## Clima
En general la regió de la mar Egea té un clima suau. Tanmateix, es torna més dur a major altitud. Les temperatures poden pujar a 40 °C durant l'estiu i caure a -10 °C a l'hivern. Hi ha aproximadament 80 dies amb precipitació, principalment durant l'hivern.

## Història

### Antiguitat
Hi ha restes de cultures prehistòriques per tota la província, incloent-hi proves de l'existència de cultures pre-hitites i dels mateixos hitites. Als hitites els seguiren els frigis, lidis i perses, i llavors les ciutats fundades pels grecs antics i Alexandre el Gran. El primer assentament real va ser la ciutat de Laodicea del Licos que va ser establerta pel rei Antíoc II Theós per a la seva muller Laodice. Laodicea està situada 6 km al nord de la ciutat de Denizli.
La ciutat de Hieràpolis de Frígia va ser fundada al voltant de 190 aC prop del Regne de Pèrgam, un dels estats hel·lenístics d'Anatolia. Les terrasses calcificades i piscines de Pamukkale (Castell de Cotó) ara romanen sota les ruïnes de Hierapolis. Les dues ciutats, Laodicea i Hierapolis més tard van caure sota domini romà, i amb la divisió de l'Imperi l'any 395, quedaren dins dels límits de l'Imperi Romà Oriental.

### L'Era cristiana
La província té fortes connexions bíbliques: a l'Apocalipsi, Joan Evangelista sent una veu alta que sonava com una trompeta quan era a l'illa de Patmos. La veu diu: "«El que veus, escriu-ho en un llibre i envia'l a les set esglésies: Efes, Esmirna, Pèrgam, Tiatira, Sardes, Alaşehir i Laodicea". L'Església de Laodicea era un lloc sagrat fins i tot en temps pre-cristians, i actualment encara és visitada per cristians, per bé que perdé la seva importància, en gran manera, durant el domini romà d'Orient.

### L'Era turca
Els turcs va ser vistos per primer cop a Denizli el 1070 quan Afşın Bey, sota el control del soldà seljúcida Alp Arslan va atacar l'àrea. A la segona i tercera Croada es va combatre aquí contra Kazikbeli, el qual aconseguí fugir amb una petita força a Antalya. Més tard, després que els turcs van haver establert el control de les antigues ciutats, es dirigiren cap al sud, al lloc on es troba l'actual Denizli, on l'aigua potable es portava a través de pipes de pedra. El nom Laodicea, lentament convertit en "Ladik", va donar lloc des del segle xvii a altres noms, com ara "Tonguzlu", "Tonuzlu", "Tenguzlug", "Donuzlu" i finalment "Denizli".
Després de la Primera Guerra Mundial, quan arribà l'exèrcit grec a Esmirna el 15 de maig de 1919, es va formar a Denizli un dels primers focus de resistència turca. Una milícia turca va formar línies en el Menderes, organitzada per Yörük Ali i Demirci Efe, amb la implicació de nombrosos voluntaris procedents de la pagesia local. Amb el reforç de l'exèrcit regular turc, les forces gregues van ser repel·lides, i Denizli romangué en mans turques durant la Guerra Grecoturca.

## Llocs d'interès
Vegeu l'article de Denizli i els altres districtes per a més detalls....
prop de Denizli...
- Laodicea del Licos - Ruïnes de l'antiga ciutat, 6 km al nord de Denizli, prop del poble d'Eskihisar.
- Hieràpolis de Frígia i Pamukkale a menys de 20 km al nord de Denizli. Les ruïnes de l'antiga ciutat i la vessant coberta de minerals procedents de les aigües termals.
- El caravanserrall seljúcida d'Akhan, a 6 km de Denizli a l'autopista d'Ankara.

i prop dels altres districtes de la província....
- Trípols (Frígia) prop del poble de Yenicekent a Buldan - la datació de les ruïnes de la ciutat ens fan retrocedir al període hel·lenístic.
- Unes quantes restes de l'antiga ciutat de Colosses, a Honaz.
- Beycehöyük a Çivril, on s'han trobat diverses restes arqueològiques que han estat datades com a pertanyents a l'Edat del Coure, uns 3.000 anys aC.
- El Caravanserrall de Hanabat a Çardak és un típic caravanserrall seljúcida.
- El Pont d'Ahmetli sobre el Büyük Menderes, a 15 km de Sarayköy data de l'època romana.